# Casa Duran i Reynals
El Casa Duran i Reynals és una obra noucentista de Castell d'Aro, Platja d'Aro i s'Agaró (Baix Empordà) protegida com a Bé Cultural d'Interès Local.

## Descripció
Es tracta d'un habitatge format de diversos cossos. El cos principal consta de planta baixa i pis. En destaquen les arcades situades al centre del primer pis. Als costats hi ha adossats sengles cossos d'una sola planta acabats amb balustrada. A la part central de la façana més pròxima al carrer s'alça un volum de planta quadrada com a torre. La coberta és de teula.